# المرتزقة (فلم 2010)
ذا اكبسندايبلز (بالإنجليزية: The Expendables) هو فيلم حركة (أكشن)، من تأليف وإخراج سيلفستر ستالون، التصوير بدأ في 28 مارس 2009 في ريو دي جنيرو ونيو أورلينز ولوس انجلس. وصدر في 20 اغسطس 2010.

## القصة
جماعة من المرتزقة أرسلوا في مهمة إلى بلد في أمريكا الجنوبية، بهدف إسقاط الحاكم الطاغية. وعندما تبدأ المهمة يكتشف المرتزقة أن الوضع ليس كما يبدو، ثم يجدون نفسهم محاصرين في لعبة مميتة مع خائن في صفوفهم.

## ظهورأرنولد شوارزنيجر
يظهر حاكم كاليفورنيا الممثل الشهير أرنولد شوارزنيجر كضيف في الفيلم وفي المشهد القصير الذي شاركه فيه كل من نجمي هوليود سيلفستر ستالون وبروس ويليس يدور بين الثلاثة حديث كان فيه تطابق مع الواقع حين قال ستالون شوارزنيجر كان يعمل معه سابقا في نفس المجال في إشارة إلى التمثيل وفي نهاية المشهد قال ستالون إن شوارزنيجر يريد أن يصبح رئيسا في إشارة إلى رغبة الأخير في الوصول إلى البيت الأبيض حيث قال مرة أنه يفكر في السعي لحذف المادة القانونية التي تمنع الأمريكيين المولودين خارج البلاد من الترشح لكرسي الرئاسة.

## الشخصيات

### المرتزقة
- سيلفستر ستالون في دور بارني «ذا ستيتجو» روس، وهو محارب قديم في القوات شبه العسكري وقائد الفريق.
- جيسون ستاتوم في دور لي كريسماس، القائد الثاني للفريق وهو جندي سابق وخبير في الخدمة الجوية الخاصة.
- جيت لي في دور يين يانغ، صيني خبير في فنون الدفاع عن النفس.
- دولف لندجرين في دور غونار جنسن، قناص سويدي ويكره يين يانغ ويتعارك معه في كثير من الأحيان.
- تيري كروز في دور هيل قيصر، صديق يين وأخصائي الأسلحة.
- راندي كوتور في دور تول رود، خبير هدم.
- ميكي رورك في دور توول، مرتزق سابق والآن يعمل كتاجر أسلحة ورسام وشوم.

### شخصيات أخرى
- كاريزما كاربنتر في دور لوسي، خطيرة لي كريسماس.
- بروس ويليس في دور السيد جيرج، الشخص الذي استاجر المرتزقة.
- أرنولد شوارزنيجر في دور تريتش، ، وهو المنافس القديم لبروس.
- جيزيل لتي في دور ساندرا، امرأة شابة وطنية وهي في الحقيقة عميلة للشرطة الجنائية.
- لورين جونز في دور شايان، حبيبة توول.

### رجال غارسا
- ديفيد زاياس في دور الجنرال غارسا، الطاغية.
- اريك روبرتس في دور جيمس مونرو، موضف فاسد في سي إس آي
- ستيف أوستن في دور دان باين، حارس مونرو.
- غاري دانيلز في دور ذا بريت مساعد الجنرال غارسا الرئيسي ومرتزق سابق يريد الذهاب للحرب والانتقام من الفريق بعد طرده.
- أنطونيو رودريغو نوغيرا في دور سيف الفيتو للجنرال غارسا.
- امين يوسف وسينيو أمواكو في دور قادة مجموعة قراصنة صوماليون الذين يواجهون المرتزقة في بداية الفيلم.

## وصلات خارجية
- الموقع الرسمي
- مقالات تستعمل روابط فنية بلا صلة مع ويكي بيانات
- The Expendables Official Trailer